# Hōfu, Yamaguchi
Hōfu (防府市 Phòng Phủ thị) là một thành phố thuộc tỉnh Yamaguchi, Nhật Bản.